# 沙立·他那叻
沙立·他那叻陆军元帅，（皇家轉寫：Sarit Thanarat；IPA：[sà.rìt tʰá.ná.rát]；1908年6月16日—1963年12月8日），泰国职业军人，獨裁者。
1957年发动政变奪權，其后担任泰国总理，直到1963年去世。生於曼谷，但在泰国东北部他母亲的家乡长大，所以他认为自己是东北人（伊森人），他的父亲Luang Ruangdetanan少尉（出生名字Thongdi Thanarat）也是一个职业军官，以翻译柬埔寨文献而出名。在沙立总理任内，在邻近的老挝王国资助他的表兄老挝强人富米·诺萨万（Phoumi Nosavan）将军的反共游击队。

## 生平
沙立·他那叻幼年在一个僧院学校受教育，1919年进入泰国皇家军事学院，但没有完成学业。1928年他被委任为二级中尉军官，并逐渐上升。二战期间，他担任指挥官的步兵营参加了入侵和占领缅甸掸邦，之后被提升为曼谷警卫队第一步兵团团长。1947年他以上校军衔参加了军事政变，銮探隆·那瓦沙瓦政府被推翻，被废黜的銮披汶·颂堪元帅重新上台任总理，沙立开始对政治感兴趣。
在1950年代早期，銮披汶·颂堪政府变得愈发腐败，在1957年的议会选举中公然操纵选举以保持掌权执政。沙立·他那叻又乘着公众的愤怒和学生抗议活动，以及国王的不满，在1957年9月发动政变，推翻了銮披汶·颂堪政府，同時他的健康严重恶化飞往美国治疗，由副总理他侬·吉滴卡宗领导政府。然而國內经济问题持续，1958年10月19日沙立發動了第二次政变 ，亲自上台担任总理。任内沙立加速发展国家的经济，得到由美国和世界银行计划的推动市场竞争和私人投资，他创建了国家经济社会发展署（NESDB），引入了新一代的经济自由的技术官僚来管理，鼓励私人和外国直接投资，推出了主要的农村发展项目，并迅速扩大教育设施，在泰国的经济发展中扮演了重要的角色。他最喜欢的术语是「patana」（发展），口号为「民族、宗教、君主」，即泰国国旗中代表的红、白、蓝三色。尽管他实施专制统治，但當時泰国公众对他仍很欢迎。
然而尽管取得一些成就，沙立政府是一个独裁政府，他废除宪法，解散议会，镇压左派共产主义者，禁止所有其他政党活动，对出版物和反对派报纸实施非常严格的审查，权力全部掌握在他所属的革命政党手中，他的反共立场使许多持不同政见者和华裔被警方逮捕。尽管他承诺任命制宪会议作为立法机构和起草宪法，但仍只是橡皮图章而已。

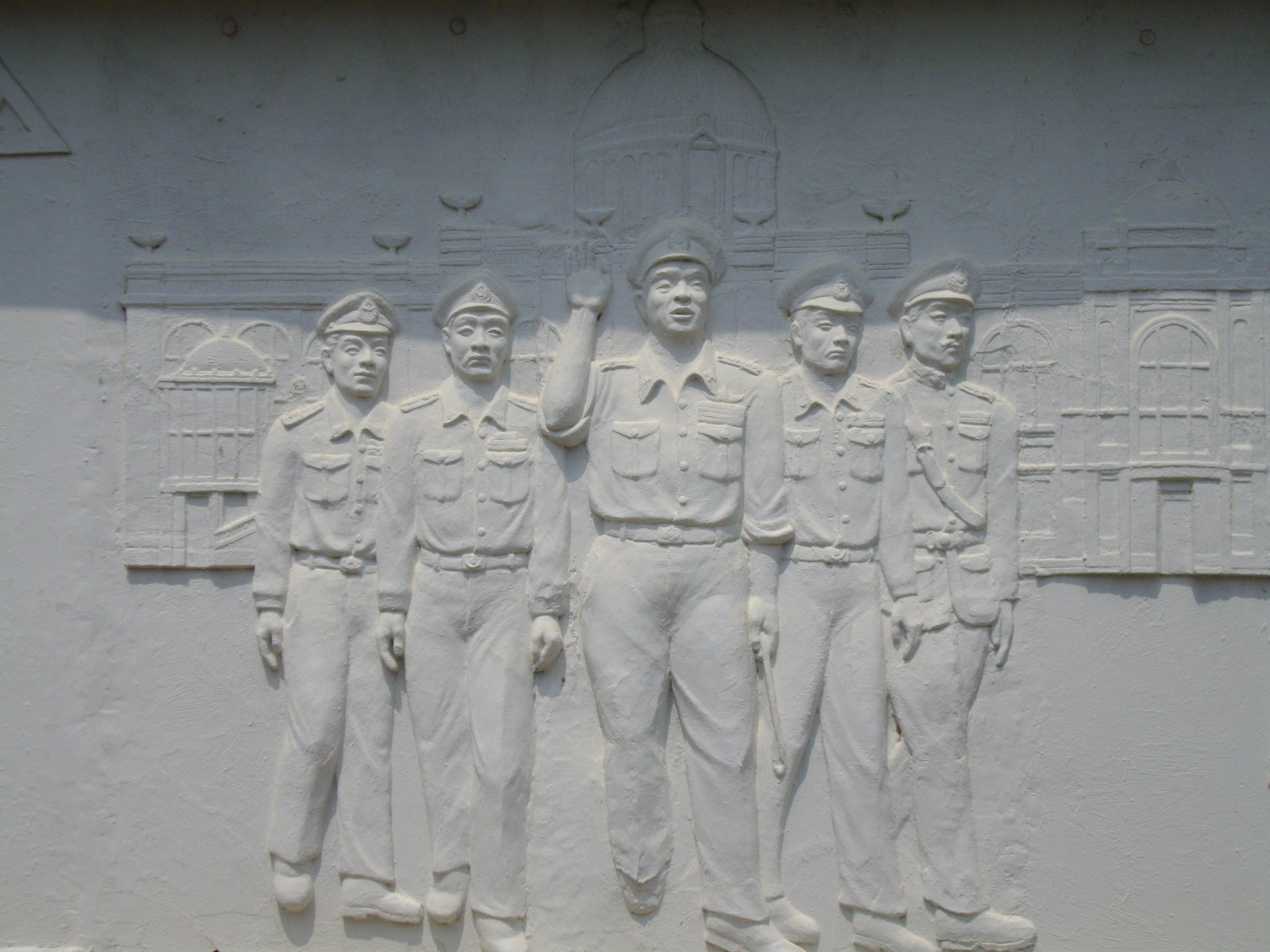
泰国孔敬市（Khon Kaen）展示他在1957年的政变故事

沙立支持泰国君主制，他安排国王普密蓬·阿杜德参加公共仪式，到全国参观慰问，为泰国政府大学毕业生颁发礼物和证书，把君主政体更接近人民，提升国王的地位及崇敬。朱拉隆功任国王时禁止的王室跪拜礼也在此时期恢复。
1963年12月8日沙立因肝脏衰竭突然去世，权力转移到他的副手他侬·吉滴卡宗将军和巴博·乍魯沙天将军手中，两人分别出任总理和副总理。他侬和巴博政府继承他的反共和亲美政策。普密蓬国王下令在王宫举行21天的官方悼念活动，沙立的遗体由王室赞助展示100天供公众瞻仰，国王和王后在1964年3月17日出席他的火葬礼。
沙立去世后，因遗产争夺战，他的声誉遭受到打击。他的儿子少尉和他年轻的妻子为巨大的遗产（1.4亿美元）激烈争夺，他被发现拥有一个信托公司，一个酿酒厂，51辆汽车和30块土地，其中大部分给了数十个桌面上的情妇。泰国报纸展示了100个声称与他上过床妇女的名字，令公众大为震惊他的腐败。